# Monétisation
Ne doit pas être confondu avec Financement monétaire.
La monétisation est l’introduction de nouvelles formes de moyen de paiement dans le circuit économique par les banques commerciales ou les banques centrales par augmentation simultanée de leur actif (sous forme de créances) et de leur passif (nouvelle monnaie émise en contrepartie de la créance).

## En politique économique
En politique économique, la monétisation consiste pour une banque centrale à augmenter les liquidités disponibles pour les banques commerciales, sous forme d'augmentation de la base monétaire.
Les banques centrales peuvent également monétiser des titres de dette publique  : on parle dans ce cas d'assouplissement quantitatif (quantitative easing), procédure utilisée par les grandes banques centrales des pays développés. La Banque centrale européenne a par exemple mis en place un vaste programme d'assouplissement durant la crise économique liée à la pandémie de Covid-19 sous la forme d'un Pandemic Emergency Purchase Programme.

## En économie numérique
Dans le domaine de l'économie numérique (Internet), la monétisation désigne généralement la valorisation de l'audience d'un site web ou d'une application mobile en revenus, en dehors d'une activité de vente en ligne (e-commerce). La monétisation de l'audience est réalisée par exemple sous forme de revenus publicitaires, accès payant à des contenus (paywall, freemium), appel au don.